# 晉承命
晉承命（16世紀—17世紀），山西平陽府洪洞縣人，明朝政治人物。

## 生平
晉承命是萬曆十九年（1591年）辛卯科山西鄉試舉人，四十年（1612年）授高邑知縣，革去錢糧投櫃的弊政，゙修繕學宮、興建二君祠及關帝文昌閣，上級舉薦為天下清官第一，特賜卓異，趙南星為他寫下送行序，遭嫉妒者阻撓而轉為隨州知州，因病離任，再起復為睢州知州，捐款資助四關、穀銀、驛站及長夫，立義學在州四門，陞南京戶部員外郎，調南京刑部員外郎，唯以剛直不依附魏璫回籍，再補景州知州，旌表孟進德、葛三策、劉存仁、宋雲鵬、顏真儒等善人，進吏部員外郎，補刑部郎中，外任永平府知府時乞養父母辭官回鄉，他氣量恢宏而剛直不阿，洪洞流寇猖獗，他創立忠統營保衛全城，縣人深以為賴。

## 引用
1. 1 2  民國《洪洞縣志·卷十二·人物志上》：晉承命，應槐叔子，明萬曆辛卯舉人，任直隸高邑縣知縣，部科撫按舉為天下廉官第一，特賜卓異，為忌者所阻，轉湖廣隨州知州，病起除河南睢州，旋授南京戶部員外郎，調刑部，以抗魏璫回籍，起補刑部郎中，出為永平府知府乞養歸，氣量恢宏、戇直不阿，時流寇猖獗，創立忠統營保全城，邑人多賴之。 祀鄉賢
2. ↑  嘉慶《高邑縣志·卷四·官師》：知縣……明……晉承命 山西洪洞人，舉人，萬厯四十年任，革錢糧投櫃之弊，゙除社倉之害，修學宮、建南關外二君祠，建關帝文昌等閣，以卓異薦於朝，趙忠毅公為作送行序，見藝文
3. ↑  民國《續修睢州志·卷四·官師志》：州官表 知州 明……萬曆……晉承命 洪洞人，舉人，四十八年任捐四關及諸集行穀銀二千餘兩，貼驛站及長夫各八百兩，又立義學於四門，設教讀束脩各二十兩，各城地方火夫工食二十兩，上司嘉奬刻石永以為例，但操刑過嚴，犯盜輒死
4. ↑  乾隆《景州志·卷四·官師》：明景州……知州……晉承命 舉人，洪洞人，（天啟）四年任，彰善癉惡，旌善人孟進德、葛三策、劉存仁、宋雲鵬、顏真儒等，陞吏部員外郎